# Google Buzz
Google Buzz war ein Onlinedienst des US-amerikanischen Unternehmens Google Inc. zur Unterstützung sozialer Netzwerke im Internet. Er erweiterte vor allem den hauseigenen E-Mail-Dienst Gmail. Die Benutzer konnten Nachrichten, Bilder, Videos, Statusnachrichten und Kommentare austauschen.
Google Buzz wurde am 9. Februar 2010 auf einer Pressekonferenz in Mountain View, dem Hauptsitz des Anbieters, angekündigt. Am selben Tag ging das Hauptangebot online, einzelne Funktionen folgten nach und nach. Nach zwei Tagen waren 9 Millionen Nachrichten und Kommentare ausgetauscht worden. Am 17. Oktober 2011 wurde Google Buzz geschlossen, weil Google sich auf das soziale Netzwerk Google+ konzentrieren wolle.